# Bichiș
Bichiș (în maghiară Békés) este un oraș în districtul Békés, județul Békés, Ungaria, având o populație de 20.393 de locuitori (2011). 

## Demografie
Componența etnică a orașului Bichiș
     Maghiari (91,45%)
     Romi (7,04%)
     Necunoscut (0,33%)
     Alții (1,19%)
Componența confesională a orașului Bichiș
     Fără religie (35,99%)
     Reformați (28,55%)
     Romano-catolici (9,19%)
     Luterani (1,02%)
     Necunoscută (24,06%)
     Alte religii (6,02%)
Conform recensământului din 2011, orașul Bichiș avea 20.393 de locuitori. Din punct de vedere etnic, majoritatea locuitorilor (91,45%) erau maghiari, cu o minoritate de romi (7,04%). Apartenența etnică nu este cunoscută în cazul a 0,33% din locuitori. Nu există o religie majoritară, locuitorii fiind persoane fără religie (35,99%), reformați (28,55%), romano-catolici (9,19%) și luterani (1,02%). Pentru 24,06% din locuitori nu este cunoscută apartenența confesională.